# Раде Ракита
Раде Ракита редовни професор на предметима Етнологија Срба и Регионална географија свијета. Рођен је 1931. године у селу Брду, општина Шипово. Ванредни професор на Факултет политичких наука у Сарајеву.
Ванредни професор Етнологије и регионалне географије свијета на Филозофском факултету у Бања Луци.

## Дјела
- Народна ношња у Јању, 1976.
- Привреда, ергологија и технологија у Јању, 1978.
- Географија, уџбеник за 5. разред основне школе, 2001
- Слив Пљеве(Пливе)[1]